# Kostel svatého Antonína Paduánského (Dubnice)
Kostel svatého Antonína Paduánského v obci Dubnice (okres Bruntál) je filiální kostel postavený v roce 1822–1823 a kulturní památka České republiky.

## Historie
První písemné zmínky o obci pochází z roku 1289. Na místě dřevěného kostela zasvěceného sv. Antonínu Paduánskému, který v roce 1820 vyhořel, byl v letech 1822–1823 postaven zděný kostel. Kostel navrhl a  postavil Gottlieb Mayer stavitel z Krnova. Donátorem a patronem kostela byl Jan Adam kníže z Lichtenštejna. Celkové náklady na stavbu činily 4566 zlatých, které byly uhrazeny z darů občanů Dubnice, církevního fondu a knížetem Janem Adamem.
Kostel byl filiální s farářem z Lichnova. Po roce 1947 se stal majetkem obce a je využívám i k společenským událostem. V roce 2014 byl vykraden.

## Popis
Jednolodní orientovaná empírová stavba. Hranolová věž vyrůstá z průčelí. Kostel je obklopen hřbitovem, který byl založen v roce 1672 a je ohrazen omítanou kamennou zdí. Před kostelem v kovaném ohrazení na vysokém podstavci je umístěná socha Panny Marie.

### Interier
V kostele je plochý strop s výmalbou z roku 1901. Po požáru dřevěného kostela zůstal zachován kamenný oltář a zvony. Na dřevěné kruchtě jsou funkční varhany z roku kolem 1850 od firmy Franz Rieger, do kostela byly dodány v roce 1870. Varhany byly restaurovány v roce 2002 varhanářskou dílnou Kánský – Brachtl.
Zvony byly za první světové války rekvírovány. Nový zvon byl vyroben firmou Hillers z Brna.